# 낙뢰

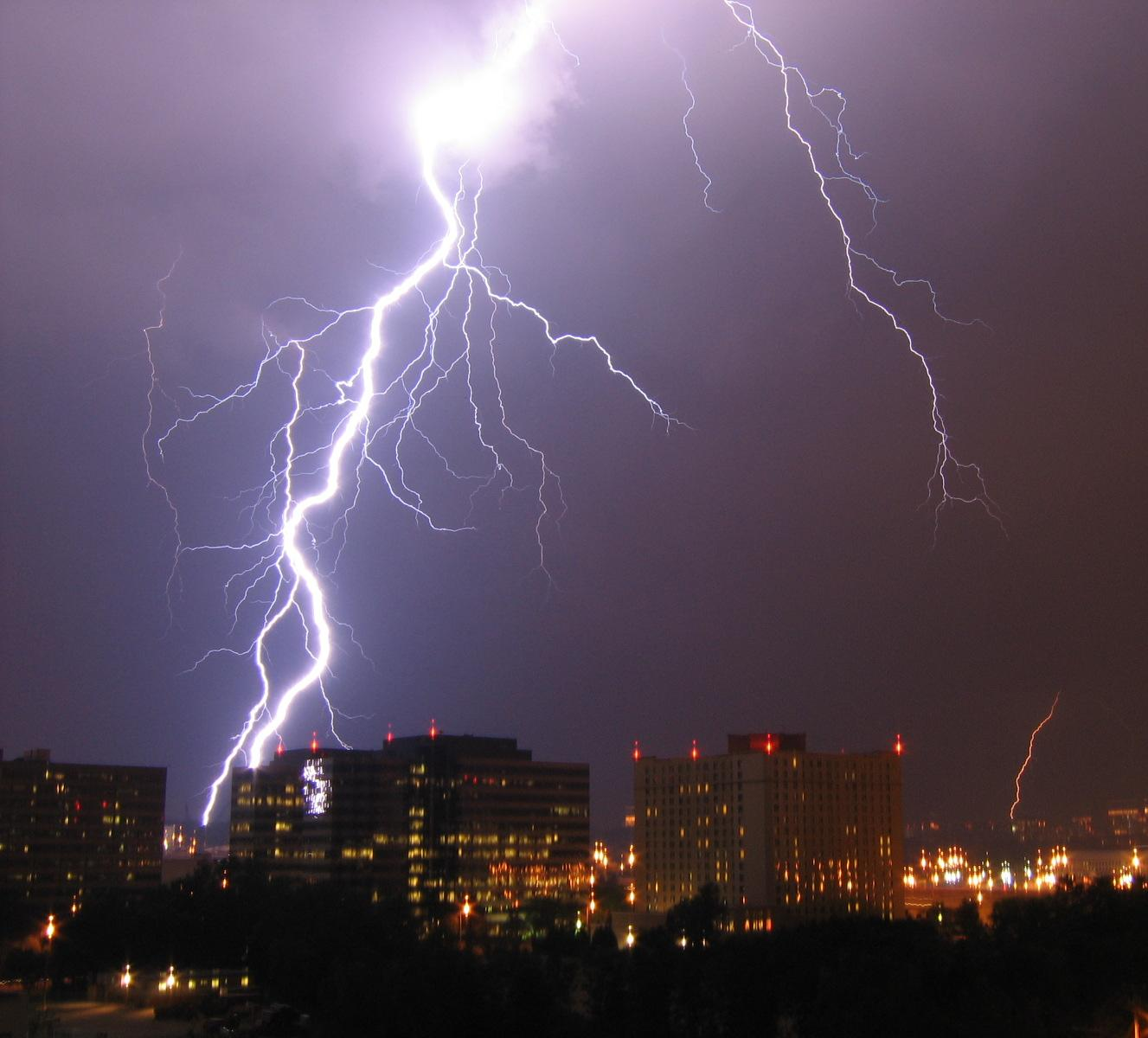
구름과 지표사이에서 발생한 낙뢰

낙뢰(落雷)는 번개와 천둥을 동반하는 급격한 방전현상이다. 일반적으로 강한 소나기를 내리며, 우박을 동반하는 경우도 있다. 낙뢰는 주로 적란운 안에서 발생한다.

## 종류

### 열뢰
열뢰(熱雷)는 지표면이 강한 햇빛으로 데워져 대기 하층의 기온 감률(減率)이 100m에 대해 섭씨 25°~40°이상 커지며, 격렬한 상승기류를 생기게 하는 낙뢰이다. 여름철 오후에 육지, 특히 산간에서 가장 많이 발생하는데, 이 경우 상공에 차가운 공기가 들어오면 대기 상태가 한층 불안정해지며 강한 열뢰가 된다.

### 계뢰
계뢰(界雷)는 한랭전선이 발달한 곳에서 적란운이 발생하여 일어나는 낙뢰이다. 드물게 온난전선의 전선면을 따라 상승해 가는 더운 공기가 불안정해질 때 계뢰가 발생하는 경우도 있다. 일반적으로 전선 가까이에서 발생하는 낙뢰를 말하는데 이런 경우 지표면의 가열이 있으면 대기의 상태가 한층 불안정해져서 대규모 낙뢰가 발생한다. 이를 열계뢰라고 한다.

### 전도뢰
전도뢰(顚倒雷, 불안정낙뢰)는 단순히 강한 더운 공기가 흘러들어 대기의 상태가 불안정해져서 일어나는 낙뢰이다.

## 낙뢰의 전기
적란운 가운데는 온도가 -10℃ 정도인 곳을 중심으로 전하 분리가 일어나 적란운 상부에는 양전하(陽電荷)가 모이며, 적란운 하부에는 음전하(陰電荷)가 모인다. 그러나 구름 아랫부분의 일부에 양전하가 모여 있는 곳이 있다. 뇌운 안에서 어떻게 이러한 전하의 분리가 일어나는지에 대해서는 19세기 말부터 현재에 이르기까지 여러 가지 학설이 제기되고 있는데, 아직 정확히 밝혀진 것이 없다. 현재 비교적 많은 사람들이 지지하는 견해는 다음과 같다.
첫째, 구름 속에서 커다란 얼음 입자와 작은 얼음 입자가 충돌하면 마찰에 의해 전기가 발생하여 큰 쪽은 양전기, 작은 쪽은 음전기를 띤다. 얼음 입자가 둘로 분열할 때에는 큰 쪽이 양전기, 작은 쪽이 음전기를 띤다. 또 온도차가 있는 얼음끼리 마찰시키면 따뜻한 쪽이 음전기를 띤다. 이와 같이 하여 전하 분리가 일어난 후에 작은 입자는 상승 기류에 의해 구름 밖으로 달아나고, 양전기를 띠는 것은 구름 상부에 머물러 있다고 생각된다.
둘째, 적란운 속에서 전장(電場)은 위쪽이 양전기를 띠고 있으므로 구름 속의 빗방울의 윗면은 유도에 의해 음전기, 아래쪽 면은 양전기를 띤다. 이 빗방울이 낙하할 때 음이온은 빗방울 밑면에 흡착되고 양이온은 반발한다. 그 결과 양이온은 상승 기류에 의해 위쪽으로 운반되고 음전기를 띤 빗방울은 아래로 떨어진다.

## 방전
구름 속에서 전하가 분리되어 전위(電位) 빈도가 3,000  /cm 정도에 달하면 방전이 일어난다. 방전 속에는 같은 구름 속의 양과 음전하 사이에 일어나는 운내 방전(雲內放電), 구름과 다른 구름 사이에 발생하는 운간 방전(雲間放電)이 있다. 방전은 상당히 장거리에 걸쳐 일어나는데, 이 긴 거리에 한꺼번에 방전이 일어나는 것은 아니다.
예를 들어 낙뢰가 일어날 때 방전을 회전카메라로 자세히 관찰하면 처음에 짧은 거리에 불꽃이나고 떨어진다. 그 다음에는 이전보다 긴 거리에 불꽃이 난다. 이와 같은 방전이 몇 차례 되풀이되는 동안 양과 음전하 사이의 방전로가 생겨 단번에 구름에서 지면에 이르는 방전이 발생한다. 그 뒤 지면에서 구름으로 향하는 귀환 뇌격(雷擊)이 일어난다. 이와 같이 방향이 다른 한 덩어리의 방전이 몇 차례 이어지면 하나의 낙뢰가 끝난다.

## 발생 조건
낙뢰 방전이 일어나려면 적란운 안에 물방울과 빙정이 공존하여 비가 내려야 한다. 낙뢰는 적란운의 꼭대기가 -20℃ 정도까지 도달했을 때 일어난다는 통계 결과도 있다. 또한 적란운이 발달하려면 대기가 상당히 두꺼운 층에 걸쳐 불안정해야 하며, 더욱이 수증기의 보급이 적당히 있어야 한다. 산악 지대에서 낙뢰가 발생하기 쉬운 것은 지형에 의해 상승 기류의 계기가 만들어지기 때문이다.

## 위험성
피뢰 설비가 되어있는 건물 내부는 일반적으로 안전하다. 전기 기기나 전원선, 금속 수도관, 금속 가스관 등으로부터는 1m 정도 떨어져 있는 게 좋다. 서지보호장치(SPD)가 없다면 전원 플러그를 뽑아두는 것이 좋다.
피뢰설비는 외부피뢰와 내부피뢰에 대한 대책을 고려하여야 한다.
외부피뢰는 피뢰침(수평도체) 인하도선, 접지로 구성되며 내부피뢰대책은 등전위 전기차폐 서지보호기등을 IEC 62305-2를 기반으로 설계 후 시공되어야 한다.

## 기타
원래 번개와 천둥이 다르게 나타나는 이유가 번개빛이 초속 30만km를 달리는 반면, 천둥소리는 초당 340m밖에 미치지 못한다. 그래서 눈이 내리는 동안 일부에서는 번개가 먼저 치고 천둥소리가 뒤늦게 들리는 것이다. 하지만, 낙뢰의 경우는 빛이 대지로 떨어지기 때문에 대지에 떨어지는 천둥소리를 바로 듣게 된다. 그러므로 낙뢰의 경우는 천둥번개가 동시에 들린다.

## 같이 보기
- 뇌우

## 참고 자료
- 이 문서에는 다음커뮤니케이션(현 카카오)에서 GFDL 또는 CC-SA 라이선스로 배포한 글로벌 세계대백과사전의 내용을 기초로 작성된 글이 포함되어 있습니다.